# Libro de Armería del Reino de Navarra
El Libro de Armería del Reino de Navarra es un códice heráldico, o armorial, del siglo XVI conservado en el Archivo Real y General de Navarra donde se recopilan «los escudos de armas de numerosos señores, palacios y linajes nobles» del Reino de Navarra, «para perpetua memoria». En realidad se trata de una copia rehecha en 1572 «para suplir a un original anterior que se llevó a Castilla un visitador de los tribunales en 1557.»

Recreación del fol. 2v del Libro de Armería del Reino de Navarra.

## Contexto histórico

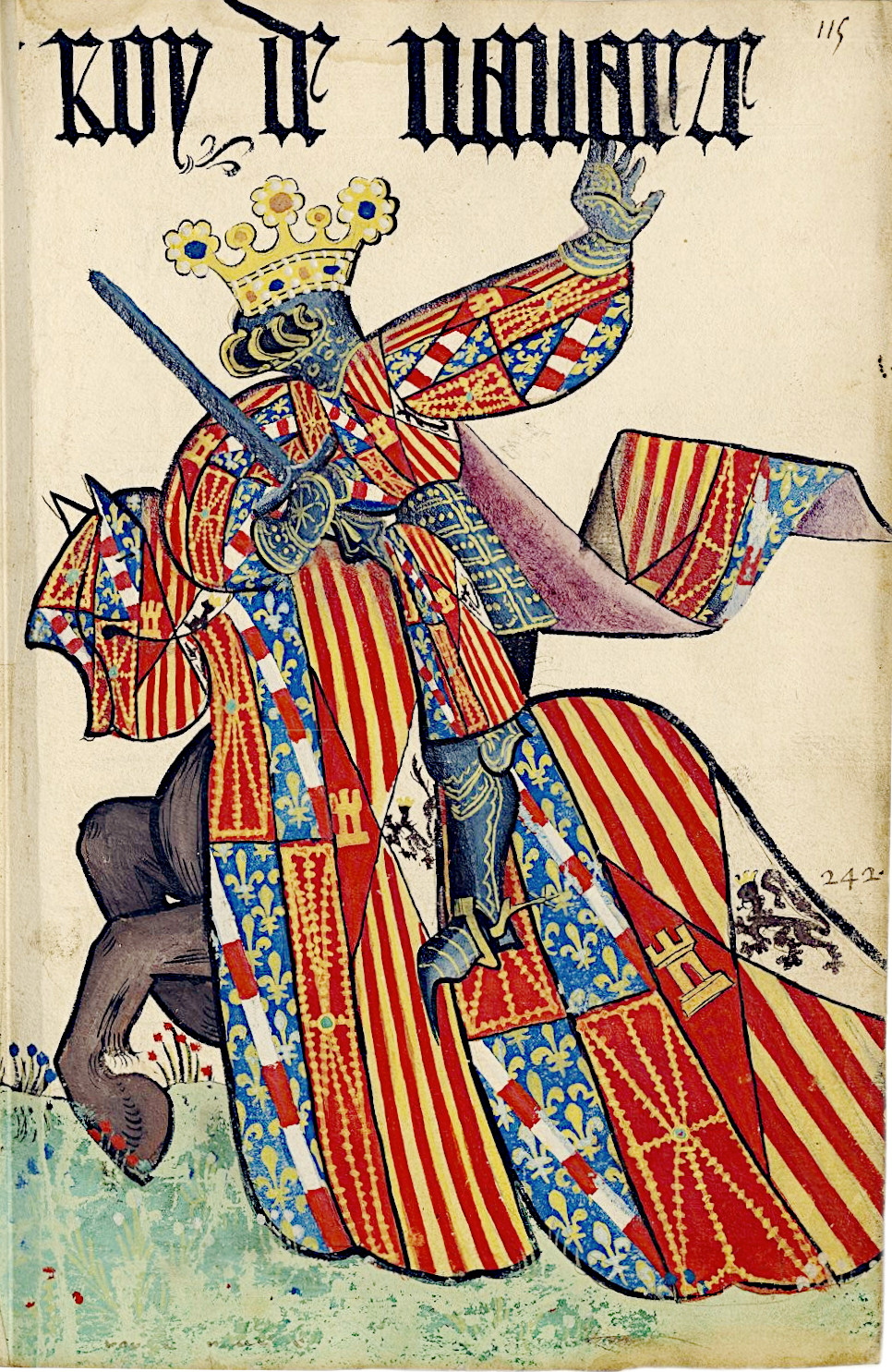
El rey de Navarra representado en el en el manuscrito conocido como Gran Armorial Ecuestre del Toisón de Oro (BNF Arsenal 4790, fol. 115r)

Hacia mediados del siglo XV en España se empieza a asentar la idea «de que sólo las gentes de noble linaje pueden lícitamente usar armerías. En el complejo proceso de desarrollo de aquella idea influyeron el cese de la utilización del sello por las clases inferiores, el sentido de recuerdo del pasado que habían adquirido las armerías y de modo específico en Navarra el carácter solariego de muchas, que las adscribía a una casa noble.»
Según se tiene documentado, a finales del siglo XV había ya en Navarra armoriales de los cuales el rey de armas guardaba algunos. Dentro de los reinos peninsulares, y dada su estrecha cercanía dinástica y geográfica así como una gran vinculación con los reinos y territorios europeos, fue el primer reino en adoptarlos pues existen noticias con Carlos II de Navarra de la existencia de un heraldo enviado a Bruselas, siendo desde este momento, reiteradas las menciones en la documentación de heraldos y reyes de armas.
En 1527, mediante una Real Cédula, Carlos I manda la elaboración de un libro de registro indicando todos los palacios exentos del reino. La Cámara de Comptos y el Consejo Real de Navarra preparan un «libro de las casas solariegas cabezas de armería».
En torno a 1540, Juan del Bosque, rey de armas, con algunos de los más antiguos debió elaborar uno que, una vez fallecido, su viuda llevó consigo a Aragón, bien el libro, bien los borradores o minutas del mismo. En 1546 un sobrino de aquel, Gracián del Bosque, es nombrado rey de armas y debió rehacer de nuevo el libro. Cuando en 1556 Lope de Aoiz, rey de armas entonces, pleitea contra Leonor de Arellano, viuda de Gracián del Bosque, todas estas pesquisas quedaron anotadas.
En 1557, Hernán Juárez de Toledo, doctor en leyes, miembro del Consejo Real de Castilla y visitador de los Tribunales Reales y alcalde de la Corte,(según relato de un tal Ramírez en 1571) «incautó los libros, alegando que no reunían los requisitos legales para hacer fe, como hasta entonces, en las causas de nobleza.» Esta actuación provocó gran revuelo en los tres estados del reino conllevando que el artista, Ramón de Oscáriz, nuevo rey de armas, lo denunciara en las Cortes de Navarra celebradas en Tudela en 1558 donde elevaron su queja y solicitaron reparon formalmente. No debió surtir efecto ya que nuevamente en 1561 volvieron a hacerlo en las Cortes de Sangüesa obteniendo respuesta del rey: «Ordenamos y mandamos que para adelante no se saquen escrituras originales del reino por los visitadores».
Finalmente, Hernán Juárez, antes de fallecer, «entregó los libros al doctor Frías de Albornoz, quien los perdió al parecer en 1563 durante un naufragio, cerca de Cuba.»
En 1572 los tres estados del reino solicitaron licencia al rey para elaborar una nueva versión del manuscrito perdido, poniendo el resultado al cuidado y custodia de Ramón de Oscáriz. Cuatro años después (1576) se ordena recuperar todos los armoriales existentes en el reino entregando el libro rehecho a Miguel de Tarragona, nuevo rey de armas, y al año siguiente (1577) a Pedro de Ascárraga, su sucesor.
Finalmente, en 1613, el Consejo Real de Navarra se hace cargo del Libro de Armería, quedando bajo competencia y cuidado de los respectivos oidores decanos que fueron desempeñando el cargo. Para prevenir su deterioro, se elaboró una copia de inferior calidad realizada simultáneamente a la original que desde entonces se entregaba a los reyes de armas que fueron relevándose en el puesto hasta principios del siglo XIX. Era necesaria para que a la vista del mismo pudieran expedir sus certificaciones y pudieran realizar sus comprobaciones. En 1931, cuando pasaron al Archivo Real y General de Navarra los fondos históricos de la Audiencia, iba incluido con ellos el libro.

## Descripción

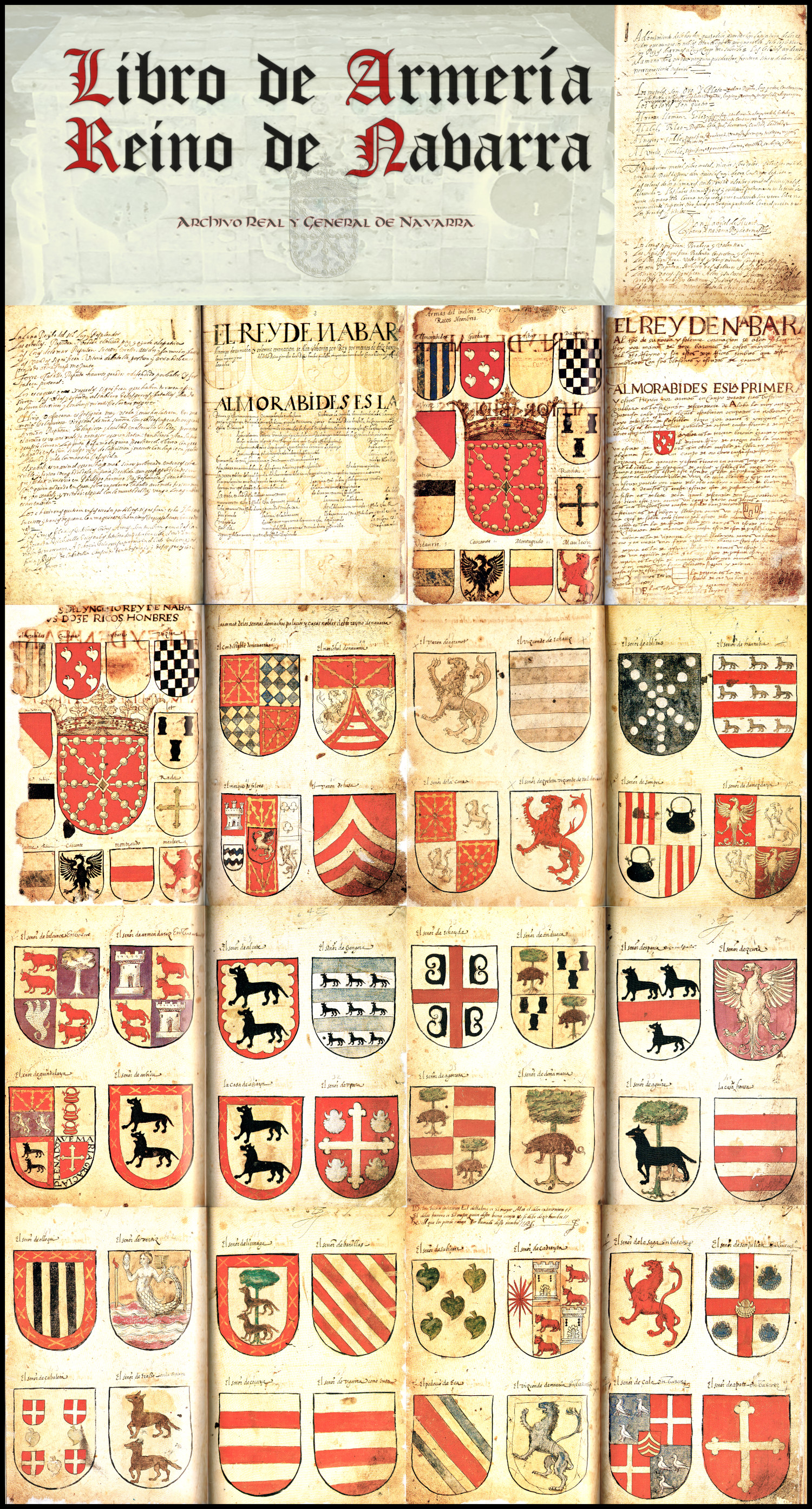
Libro de Armería del Reino de Navarra (collage)

Respecto a sus características físicas es un grueso volumen, encuadernado en pergamino, con 212 folios numerados, siendo más de la mitad certificaciones heráldicas añadidas posteriormente. También la encuadernación que presenta es posterior, no es la original, ya que en 1968 se realizó una restauración general del libro, para «detener el proceso de deterioro del ejemplar» y se añadieron dos tiras de piel usadas como cierre.

### Soporte del original
De la parte genuinamente original, 100 folios, el que fuera director del Archivo de Navarra, Juan José Martinena, nos informa de que «el papel empleado es áspero y recio, verjurado, y la marca o filigrana lleva la figura de un racimo de uva. Los folios miden, por término medio, 29x43 cm y a excepción del primero y el último, contienen todos ellos ocho escudos, cuatro en cada cara.»

### Foliación
En 1613, cuando pasa a la custodia del Consejo Real de Navarra, se realiza una segunda foliación al mismo tiempo que se añaden dos folios iniciales para suplir la desaparecida portada.Cada folio de este manuscrito lleva realmente tres foliaciones distintas. Cuando el secretario del Consejo Real, Pedro de Zunzarren, recibe el manuscrito con orden de realizar una nueva foliación, observa, por la numeración antigua, que empezaba en el número 3:
«... Y para que conste que del número antiguo al hecho por mi ay una hoja menos, y por esa razón va el número con la dicha hoja menos, y para que conste en los tiempos a benir el número que tenía antes, y no aya duda en los testimonios dados antes de oy este día por los reyes de armas, en los quales he sido advertido ponían el número de las hojas en que estaba el escudo que daban, lo firmé el dicho día...»
Esta numeración antigua es visible en el ángulo superior derecho de cada folio (en la cara recta, obviamente) y se muestra una tacha superpuesta con un trazo sencillo, y es la aplicada en las certificaciones expedidas por los reyes de armas antes de 1601 donde incluían esta referencia documental dando fe de haber verificado el contenido.

### Contenido
Se recopilan en el libro 783 escudos de armas relativas a casas solariegas, la mayor parte, así como también de casas de linaje y personales.
Es posible que las casas más antiguas se remontaran al siglo XIV, además de incluir un grupo correspondiente a personajes de finales del XV y principios del XVI, y, por último, las más recientes son de tiempo de Carlos I de España y Felipe II de España. 
En muchos casos, se aprecia en la labor del recopilador un esfuerzo por agrupar los escudos según la pieza heráldica principal.
Desde el punto de vista geográfico, contiene las armerías de todo el reino de Navarra, incluyendo los territorios de Ultrapuertos (adscritos a la merindad de Sangüesa) y de la Sonsierra navarra (adscritos a la merindad de Estella). Desde el punto de vista de la actualidad, incluye, así pues, algunas armas de La Rioja, Guipúzcoa y Álava, en la parte española, así como de Sola, aunque en menor medida, en la parte francesa.

## Ediciones
En el siglo XVII se conoce un manuscrito similar:
- 1678: titulado Libro de armería del Ilustre Reino de Navarra, obra de Juan Baños de Velasco con los escudos sin dibujar, incluyendo descripción de los mismos al margen.[16]

Durante el último medio siglo se han llegado a realizar hasta tres ediciones:
- 1974: a cargo de Faustino Menéndez-Pidal de Navascués, en Bilbao, por la Editorial La Gran Enciclopedia Vasca.[17] Era el primer estudio del contenido, abordado «con la misma minuciosidad que caracterizan sus ediciones y comentarios heráldicos»[18] aunque las reproducciones, por cuestiones de costes, reducían las dimensiones de los escudos.[19] Ofrece, con todo, «una panorámica sobre la heráldica en Navarra desde sus inicios hasta la Edad Moderna. En ella dedica un apartado al estudio de los heraldos en dicho reino.» Esta edición es «una de las pioneras en la historiografía heráldica española.»[18][20]
- 1982: a cargo de Juan José Martinena Ruiz, en Pamplona, por la Institución Príncipe de Viana.[21] Este edición, que abarca sólo la parte original del manuscrito conservado (unos 100 folios), acompañada de su estudio también, presentaba un formato reducido, de bolsillo, y, respecto a la primera, se complementa en muchos aspectos al aportar, entre otras cosas, «una historia del propio texto, en la cual realiza un exhaustivo seguimiento de lo que pudo ser la fortuna del manuscrito (su formación, la pérdida ocurrida en 1557, las gestiones para su recuperación y la creación del nuevo armorial). Seguidamente, se presenta el estudio del ejemplar: características externas, resumen de los contenidos, breve estudio heráldico y referencias a aspectos particulares (toponimia, sentencias de nobleza, linajes, etc.). La transcripción de los textos, la reproducción fotográfica (de gran calidad) y los índices onomástico y topográfico completan la totalidad de la edición.»[18]
- 2005: a cargo de los dos anteriores autores, en Pamplona, nuevamente por la Institución Príncipe de Viana.[22]